# Tonny Roy Ayomi
Tonny Roy Ayomi (sinh ngày 2 tháng 8 năm 1991) là một cầu thủ bóng đá người Indonesia hiện tại thi đấu ở vị trí tiền vệ cho Perseru Serui ở Indonesia Super League.